# Xajay, Querétaro
Xajay är en ort i Mexiko.   Den ligger i kommunen Amealco de Bonfil och delstaten Querétaro Arteaga, i den sydöstra delen av landet, 120 km nordväst om huvudstaden Mexico City. Xajay ligger 2 415 meter över havet och antalet invånare är 488.
Terrängen runt Xajay är kuperad åt sydost, men åt nordväst är den platt. Terrängen runt Xajay sluttar norrut. Runt Xajay är det ganska tätbefolkat, med 120 invånare per kvadratkilometer. Närmaste större samhälle är Gunyo Poniente, 12,5 km öster om Xajay. I omgivningarna runt Xajay växer i huvudsak blandskog.